# Венчац
Венчац (серб. Венчац) — гора вулканического происхождения в центральной Сербии, близ города Аранджеловац (Шумадийский округ). Высота 659 метров над уровнем моря.
Широко известна по всему миру месторождениями мрамора высокого качества. Самое известное расположено на северо-восточном склоне, где добыча и переработка декоративного камня производится в течение многих десятилетий. На рынке этих материалов он известен как «Белый Венчац», из которого создано множество скульптур и архитектурных сооружений в Сербии: фасад Храм свт. Георгия Победоносца на Опленаце, в парке водного курорта Буковицка баня, фонтаны в Белграде и так далее. Кроме того, из него исполнена часть здания Белого дома в Вашингтоне, мемориальный комплекс в Маутхаузене, аэропорт в Каире, посольство США в Варшаве, монументальные памятники на площадях Нью-Йорка, Парижа, Амстердама, Москвы и так далее.
Согласно исследованию, запасы мрамора практически неисчерпаемы.
На бо́льших высотах склонов Венчаца преобладают лиственные леса дуба, бука, ясеня и граба, в то время как ниже растут ольха и ясень. На нижней части — до 540 метров над уровнем моря, развито сельскохозяйственное земледелие: садоводство и виноградорство.